# Șeica Mare
Șeica Mare (deutsch Marktschelken, siebenbürgisch-sächsisch Martscheelken, ungarisch Nagyselyk) ist eine Ortschaft in der Region Siebenbürgen in Rumänien.

## Lage
Der Ort liegt im Kreis Sibiu an der Nationalstraße DN14, die von Hermannstadt nach Mediaș (Mediasch) führt, dreißig Kilometer nördlich von der Kreishauptstadt Sibiu entfernt.

## Geschichte
Marktschelken ist eine von Siebenbürger Sachsen im Mittelalter gegründete Siedlung. Um 1300 wurde die – heute evangelische – Kirche gebaut. Der Ort wurde im Jahr 1309 erstmals urkundlich erwähnt und war Sitz des Schelker Stuhls (später Zwei Stühle mit Sitz in Mediasch).
Laut Volkszählung von 1992 lebten in Marktschelken 4.297 Rumänen, 431 Magyaren, 181 Roma und 147 Rumäniendeutsche. 2011 wurden 3744 Rumänen, 250 Magyaren, 172 Roma und 41 Rumäniendeutsche registriert, restliche machten keine Angaben zu ihrer Ethnie.

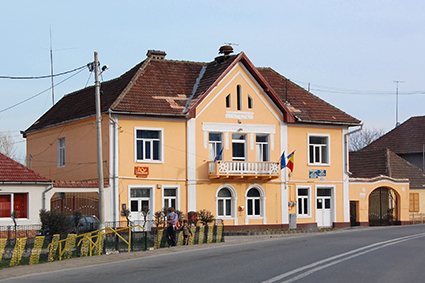
Rathaus in Șeica Mare
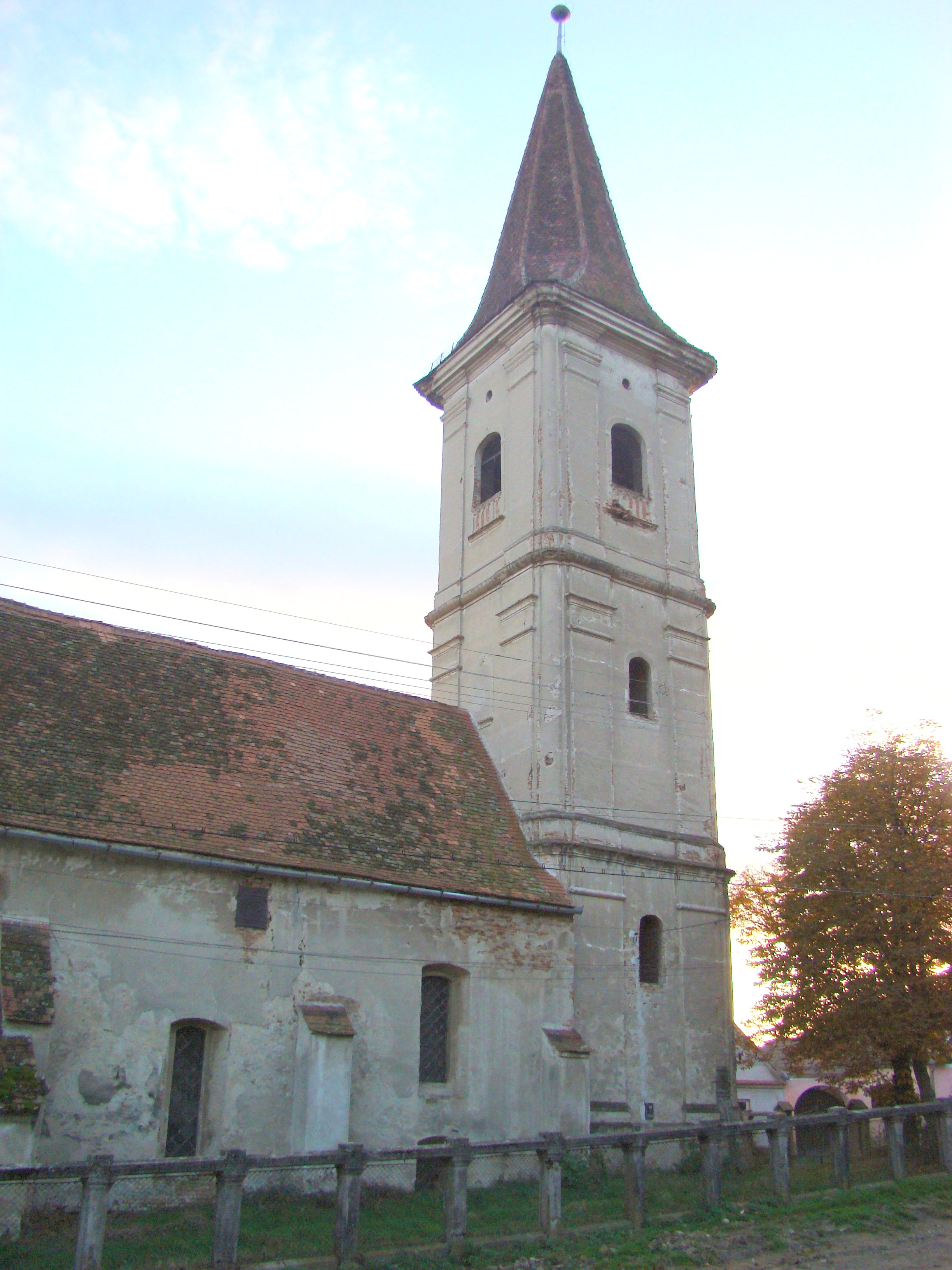
Kirche in Șeica Mare

## Sehenswürdigkeiten
- Die Kirchenburg,[3] errichtet um 1300, 1806 erneuert, steht unter Denkmalschutz.[4]

## Persönlichkeiten
- Friedrich Hann (1817–1852), Publizist, Politiker, Rechtswissenschaftler und Hochschullehrer
- Cornel Oțelea (1940–2025), ehemaliger Handballspieler, Trainer und Sportfunktionär